# SC Olympia Lorsch

Altes und aktuelles Wappen des SC Olympia Lorsch

Der S.C. Olympia Lorsch 1907 ist ein Fußballverein aus der südhessischen Kleinstadt Lorsch. Die erste Erfolgsphase der Blau-Weißen war Anfang der 1930er Jahre, als die Mannschaft zeitweise in der obersten Spielklasse antrat und einige Jahre später mit Ludwig Gärtner einen Nationalspieler stellte. Von 1955 bis 1960 spielte man in der 1. Amateurliga, 1965 folgte schließlich der Abstieg in die lokalen Fußballklassen. Anfang der 1980er Jahre gelang auf noch einmal kurzzeitig die Rückkehr in den überregionalen Fußball, seither spielt der SC Olympia in den Klassen des Fußballbezirks Darmstadt/Bergstraße.

## Geschichte
Am 25. Juni 1907 wurde in der Gastwirtschaft Zur Klosterschenke der FC Lorsch 1907 gegründet. 1911 trat der FC 1907 dem Verband Süddeutscher Fußball-Vereine bei und fusionierte noch im selben Jahr mit dem zweiten ortsansässigen Verein, dem FC Viktoria zum Sportclub Olympia 1907.
In den Anfangsjahren traten die Fußballer überregional nicht in Erscheinung. Im Verlauf der 1920er Jahre, als der Fußball enorm an Popularität gewann, arbeitete sich der SC Olympia allmählich in die oberen Ligen vor und erreichte schließlich zur Spielzeit 1931/32 mit der Bezirksliga Main/Hessen die damals höchste deutsche Spielklasse. In der Gruppe Hessen spiele Lorsch zwei Jahre lang auf Augenhöhe mit Vereinen wie dem FSV Mainz 05, Wormatia Worms und dem SV Wiesbaden, was bis zu 5000 Zuschauer an die „Hügeltränke“ zog. 1933 wurde das Ligensystem neu strukturiert und anstelle der zahlreichen Bezirksligen wurden deutschlandweit 16 Gauligen als neue höchste Spielklassen eingeführt. Als Neunter der letzten Bezirksligasaison 1932/33 musste sich der SC Olympia nun wieder mit der Zweitklassigkeit begnügen. 1938 wurde die Mannschaft Staffelmeister, scheiterte aber in der Aufstiegsrunde zur Gauliga Südwest, die der erst im Jahr zuvor entstandene Großverein TSG 1861 Ludwigshafen für sich entschied. In diesen Jahren spielte mit Ludwig Gärtner auf Linksaußen ein Spieler in der Elf des SC Olympia, den Sepp Herberger zwischen 1939 und 1941 drei Mal in der deutschen Nationalmannschaft einsetzte.
Nach dem Krieg spielten die Blau-Weißen zunächst in den unteren Ligen, stand aber schon 1953/54 zum ersten Mal vor dem Sprung ins hessische Oberhaus, scheiterte in diesem Jahr aber noch an Nachbar VfR Bürstadt. Im Jahr darauf feierte die von Heinz Baas trainierte Mannschaft um Torhüter Karl Behres, dem Kapitän – und heutigen Ehrenspielführer – Hans Fassoth, Mittelläufer Karl-Heinz Rosenberger und Linksaußen Ludwig Gärtner mit einer beeindruckenden Bilanz von 58:2 Punkten und 139:18 Toren die Staffelmeisterschaft. Nach einem Sieg über Viktoria Urberach die Bezirksmeisterschaft und durch ein 4:1 über die SpVgg Hochheim stand schließlich auch der Aufstieg in die 1. Amateurliga Hessen fest. In der höchsten hessischen Spielklasse konnte sich der SC Olympia allerdings nur bis 1960 halten. Torjäger Richard Jöst war bereits 1956 zum Oberligisten FSV Frankfurt abgewandert, und Ex-Nationalspieler Gärtner hatte 1958 seine aktive Laufbahn beendet. Anschließend spielte der SC Olympia weitere fünf Jahre in der 2. Amateurliga, der seinerzeit vierten Spielstufe, ab 1965 folgte dann der Abschied aus dem überregionalen Fußball. Die bis heute letzte Phase oberhalb der Bezirksebene folgte in den 1980er Jahren, als die Mannschaft in die Landesliga Süd aufstieg. Seither spielt die Mannschaft in den Ligen des Fußballbezirks Darmstadt/Bergstraße.
Im Verein wurden neben Fußball auch andere Sportarten betrieben. Die 1948 gegründete Tischtennisabteilung spaltete sich am 1. März 1994 ab und tritt seither unter dem Namen TTV Topspin Lorsch auf. Die 1949 gegründete Tennisabteilung spaltete sich bereits 1987 ab und tritt seither unter dem Namen TC Olympia Lorsch auf. Zuletzt machte sich die Leichtathletik-Abteilung 2002 unter dem Namen LC Olympia Lorsch selbständig.

## Spielstätte
In den ersten Jahren wurden verschiedene Wiesen im Gemeindegebiet genutzt, nach dem Ersten Weltkrieg spielte der Verein an der Heppenheimer Straße gegenüber dem heutigen Gelände der TVgg Lorsch. 1925 wurde man schließlich an der „Hügeltränke“ sesshaft. Die Anlage wurde im Lauf der Jahrzehnte mehrfach ausgebaut, 1973 wurde das heutige Clubhaus errichtet, und zuletzt wurden in den 1980er Jahren das Stadion umgebaut und die Tribünen erneuert. Das durch einen Brand im September 2004 schwer beschädigte Vereinsheim wurde anschließend neu gestaltet.
2014 erfolgte ein erneuter Umbau, dank vieler hunderter Helferstunden, der Vereinsmitglieder. Das komplette Stadiongelände wurde dabei erneuert. Die Leichtathleten bekamen eine neue Laufbahn, sowie Anlagen für Hochsprung, Diskuswurf, Speerwurf, Weitsprung etc. Der Rasenplatz wurde um ein paar Meter verschoben und neu erstellt, ebenso die Tribünen. Der alte Hartplatz wurde durch einen neuen Kunstrasenplatz ersetzt und zählt zu den modernsten an der Bergstraße.